# 파트리크 쿠트로네
파트리크 쿠트로네 (Patrick Cutrone, 1998년 1월 3일 ~ )는 이탈리아의 축구 선수이며, 코모에서 스트라이커로 뛰고 있다.